# Febbre mediterranea familiare
La febbre mediterranea familiare o polisierosite parossistica familiare è una malattia genetica a trasmissione autosomica recessiva, caratterizzata da febbre ricorrente associata a peritonite o pleurite, più frequente tra le popolazioni originarie del mar Mediterraneo.

## Storia
Sheppard Siegal, un allergologo di New York, nel 1945 descrisse per primo i sintomi della febbre mediterranea familiare, trovandosi di fronte un attacco di peritonite con sintomi e segni inusuali. Successivamente Hobart Reimann, un medico che lavorava per l'università americana di Beirut, descrisse un quadro più completo, utilizzando la locuzione "malattia periodica".
La FMF è stata trasmessa alle popolazioni che si affacciano sul mediterraneo dai Fenici, dagli Etruschi, dai Greci, dai Turchi, dai Saraceni, dagli Ebrei, dagli Arabi e dagli Armeni. E dunque anche gli italiani, i francesi e gli spagnoli ne soffrono.

## Eziologia
Nel 1997 è stato identificato il gene responsabile della malattia, denominato MEFV (dall'inglese "Mediterranean Fever") e localizzato sul cromosoma 16, sul locus 16p13-3. Tale gene codifica per una proteina detta pirina, presente soprattutto nei granulociti neutrofili, nei fibroblasti sinoviali e nelle cellule dendritiche. La pirina è importante nella regolazione della secrezione di interleuchina 1, una citochina fondamentale nei meccanismi dell'infiammazione.

## Manifestazioni cliniche
Nella maggior parte dei casi, le prime manifestazioni della malattia avvengono tra i 5 e i 15 anni di età.
La durata del singolo episodio varia da uno a 7-10 giorni, con una frequenza compresa, nella maggior parte dei casi, fra le due e le quattro settimane. Tra le manifestazioni più comuni si osservano:
- Febbre: quasi sempre presente, può essere preceduta da brividi e nel giro di 12-24 ore raggiunge solitamente il suo picco, generalmente compreso fra 38.5 e 40 °C.
- Dolore addominale: molto frequente (riscontrato in oltre il 95% dei pazienti)[5], solitamente insorge in un quadrante per poi diffondersi a tutto l'addome. Talvolta può associarsi a nausea, vomito e rigidità della parete addominale, che appare distesa: tale quadro di addome acuto può simulare la perforazione di un organo.
- Dolore toracico: generalmente unilaterale, può presentarsi in associazione al dolore addominale o precederlo. Spesso l'esame obiettivo delle persone colpite evidenzia una riduzione della trasmissione del respiro alla parete toracica (dovuta in molti casi ad un versamento pleurico transitorio).
- Dolore articolare: è dovuto ad una artrite acuta o, più raramente, cronica, spesso associata a versamento articolare.
- Segni cutanei: osservati nel 25-35% dei pazienti,[5] si presentano come aree rilevate, arrossate e dolenti, localizzate frequentemente alle gambe e sul dorso dei piedi. Tali lesioni di solito scompaiono dopo 1-2 giorni.

## Epidemiologia
La malattia interessa alcuni gruppi etnici con frequenza molto maggiore rispetto agli altri. Essa è stata descritta in primo luogo fra gli ebrei sefarditi, armeni e arabi, ma è frequente anche fra gli italiani e fra gli ebrei ashkenaziti. Gli uomini sono più colpiti (60% dei casi) rispetto alle donne. Sebbene sia ormai accertata la trasmissione ereditaria della malattia, nel 50% dei casi non si ritrovano altri soggetti affetti tra i familiari dei pazienti. In molti casi è stata riscontrata una consanguineità fra i genitori dei soggetti colpiti dalla malattia.

## Diagnosi
In molti casi già le manifestazioni cliniche (in presenza di attacchi acuti tipici) consentono di fare diagnosi di febbre mediterranea familiare, soprattutto nei pazienti che hanno antenati o parenti affetti. È importante, tuttavia, distinguere la sindrome da altre malattie acute come l'appendicite, la pancreatite, la colecistite, alcune forme di porfiria e dall'occlusione intestinale. Gli esami di laboratorio mostrano solo segni aspecifici di infiammazione, come l'aumento della VES e della Proteina C-reattiva ed un moderato aumento dei globuli bianchi.

## Prognosi
La complicanza più importante della malattia è rappresentata dall'amiloidosi, che in questo caso interessa prevalentemente i piccoli vasi sanguigni dei reni (compresi i glomeruli) e della milza. Quando presente, l'amiloidosi peggiora notevolmente la prognosi per la possibilità di sviluppare sindrome nefrosica e, successivamente, insufficienza renale cronica. L'incidenza di amiloidosi nei pazienti affetti da febbre mediterranea familiare sembra essersi ridotta da quando si è diffuso l'uso della colchicina in terapia. Negli altri casi, l'aspettativa di vita delle persone colpite è simile a quella dei soggetti affetti da patologie croniche non letali.

## Terapia
La colchicina è tuttora utilizzata nella prevenzione degli attacchi acuti e della principale complicanza della malattia, l'amiloidosi, sebbene il meccanismo d'azione del farmaco in questo caso non sia ancora completamente chiarito. In tempi più recenti è stato introdotto un nuovo farmaco, l'anakinra (un antagonista dei recettori dell'interleuchina 1), che ha dimostrato un'efficace azione sui sintomi nei pazienti resistenti alla colchicina Anche il Rilonacept, un inibitore a lunga durata d'azione dell'IL-1, ha dato buoni risultati sul controllo dei sintomi di infiammazione. L'interferone alfa, somministrato all'esordio degli attacchi, può ridurne la durata o la gravità.